# Ил-2 Штурмовик: Крылатые хищники
Ил-2 Штурмовик: Крылатые хищники (англ. IL-2 Sturmovik: Birds of Prey, англ. Wings of Prey — версия для PC) — компьютерная игра в жанре авиасимулятора с возможностью выбора сложности, созданная компанией Gaijin Entertainment. Проект был полностью разработан с «нуля», а от оригинальной Ил-2 досталась только лётная модель, которая также была доработана. Игра включает в себя воздушные сражения, которые проходят во время Второй Мировой Войны. Игра имеет режим кампании, в которой игрок выступает на стороне Союзников и мультиплеер, в котором игрок может выбрать обе фракции.
Демоверсия игры появилась на PSN и на Xbox Live 29 июля 2009 года. Релиз игры состоялся в сентябре 2009 года для PlayStation Portable, Nintendo DS, а также для PlayStation 3 и Xbox 360. В декабре 2009 года игра вышла для Microsoft Windows под названием Wings of Prey.

## Игровой процесс
Геймплей Ил-2 Штурмовик: Крылатые Хищники основан на масштабных воздушных сражениях и наземных операций Второй мировой. Игрок может принять участие в самых известных битвах, управляя истребителями, штурмовиками и тяжелыми бомбардировщиками на протяжении целого ряда миссий. В игре присутствуют пять театров военных действий — Битва за Британию, Сталинград, Берлин, Сицилия и Корсунь, представляющих основные воздушные битвы Второй мировой.
'Ил-2 Штурмовик: Крылатые Хищники получил новый движок с улучшенными визуальными эффектами. Также изменения коснулись самих самолётов с точки зрения получения урона, то есть игроки могут в реальном времени увидеть дырки в крыльях от пуль и так далее. ИЛ-2 Штурмовик: Крылатые хищники может включать в игру около сотни самолётов, участвующих в сражении. Окружающий мир теперь имеет такую хорошую детализацию, что игроки теперь могут отчётливо увидеть ландшафт, над которым летают, и находящиеся на нём объекты..
Версия для Nintendo DS и PlayStation Portable имеет упрощённый игровой процесс. По сути является отдельной игрой.

## Издания и дополнения

### Дополнение Wings of Luftwaffe
Дополнение содержит десять одиночных миссий с поддержкой кооперативного режима игры до четырех игроков, два новых самолёта (Ju 88 A-4, P-39N-0) и 44 новых раскраски для самолётов. Требует установки оригинальной версии игры.

### Wings of Prey: Collector's Edition
Сборник, включающий оригинальную игру Wings of Prey и дополнение Wings of Luftwaffe.

## Отзывы критиков
| Сводный рейтинг | Сводный рейтинг | Сводный рейтинг | Сводный рейтинг |
| Издание         | Оценка          | Оценка          | Оценка          |
| Издание         | PC              | PS3             | Xbox 360        |
| --------------- | --------------- | --------------- | --------------- |
| GameRankings    | 79,55 %         | 79,82 %         | 80,71 %         |

Ил-2 Штурмовик: Крылатые хищники получили очень хорошие отзывы от критиков. Согласно Metacritic, средний балл Xbox 360-версии игры составляет 80 %, PlayStation 3-версии — 81 % и Windows-версии — 78 %.
Сайт IGN дал игре 8,6 балла и сказал, что плюсом этой игры является её механика и придания разработчиками важного значения деталям, и это то, что делает эту игру лучшим консольным авиасимулятором воздушного боя. В обзоре IT Reviews отмечено, что игра великолепно передаёт атмосферу Второй Мировой войны и бесподобна в визуальном отношении, но имеет некоторые проблемы с балансом. EuroGamer отметил, что эта игра является потрясающим воздушным шутером и проходится на одном дыхании.